# إيفار ويكمان
أوتو إيفار ويكمان (منذ 10 يوليو 1872 في لوند حتى 20 أبريل 1914 في سالتسجوبادن) كان طبيبًا سويديًا، اكتشف في عام 1907 وباء شلل الأطفال وطبيعته المعدية.

## حياته وإنجازاته

### التعليم والمسيرة الأكاديمية
بدأ ويكمان، وهو ابن تاجر، دراساته الطبية في جامعة لوند عام 1890، واجتاز الفحص الطبي الحكومي عام 1901 في معهد كارولينسكا في سولنا بالقرب من ستوكهولم. في عام 1905 نشر أطروحة الدكتوراه عن شلل الأطفال «الْتِهابُ سِنْجابِيَّةُ النُّخاعِ الحادّ» باللغة الألمانية، وأهلته شهادة الدكتوراه في عام 1906 لوظيفة معيد لطب الأعصاب في معهد كارولينسكا، إلى جانب عمله كطبيب منطقة في منطقة أوسترمالم في ستوكهولم منذ عام 1907 حتى عام 1909.
بصفته تلميذًا لطبيب الأطفال كارل أوسكار ميدين، الذي كان يحظى بتقدير كبير، كرس ويكمان نفسه لدراسات شلل الأطفال (التهاب سنجابية الدماغ). صنفت أطروحته مع منشور له «Beiträge zur Kenntnis der Heine-Medin’schen Krankheit: مساهمات في معرفة مرض هاينه ميدين» عام 1907 على أنهما ابتكارات جديدة تمامًا، ونشر عدة مقالات في مجال علم الأعصاب.
بعد عام 1909، أمضى ويكمان وقتًا أطول في الخارج. عمل في معهد علم الأمراض والتشريح في هيلسينجفورس وأجرى دراسات في الطب النفسي في باريس. اضطر مرارًا وتكرارًا إلى التغلب على الصعوبات المالية، وأمضى عاميه الأخيرين في بريسلاو وستراسبورج، حيث عمل في كلا المكانين كمساعد لأدالبرت تشيرني، المؤسس المشارك لطب الأطفال الحديث. انتحر عن عمر يناهز 41 عامًا برصاصة في القلب في أبريل 1914.

### طلب الحصول على منصب ميدين
لم تعرف أسباب انتحاره، إذ لم يترك ويكمان رسالة وداع أو أي ملاحظات أخرى. أفاد زملاؤه أن فشل طلبه لمنصب أستاذ طب الأطفال في معهد كارولينسكا، الذي شغله ميدين حتى عام 1914، كان بمثابة ضربة قوية له.
عندما فُتح المنصب للمتقدمين في عام 1912، كان ويكمان مقتنعًا بأن لديه فرصًا كبيرة في أن يصبح خليفة لمعلمه. ومع ذلك، فضلت لجنة كلية الطب في ستوكهولم أحد المتقدمين المشاركين معه في ديسمبر 1913. فمن ناحية، ألقى أعضاء اللجنة باللوم على ويكمان لأنه لم يظهر تنوعًا كافيًا في عمله البحثي، فقد كانت نصف منشوراته العلمية الـ 22 تتكلم عن مرض شلل الأطفال. ومن ناحية أخرى، كان هناك انتقاد خطير لأنه لم يلقِ محاضرة عامة عن التدقيق، والتي كانت جزءًا من إجراءات التقديم. أبلغ أنه مريض بـ «الأرق» ولم يقدم سوى مذكرة مرضية من البروفيسور تشيرني، الذي اعترف بالقدرات التعليمية الجيدة لتلميذه. هناك الكثير من الأسباب لافتراض أن ويكمان تجنب المحاضرة العامة بسبب تلعثمه، الأمر الذي أدى إلى حد كبير إلى إعاقة الطلاقة في الكلام أثناء المحاضرات.

### العمل في أبحاث شلل الأطفال
أصبح ويكمان معروفًا بإنجازاته في أبحاث شلل الأطفال. بصفته تلميذًا لكارل أوسكار ميدين ودراسة النتائج التي توصل إليها جاكوب هاينه وأدولف فون سترومبل، أجرى دراسات سريرية ووبائية مفصلة لإثبات الفرضية المثيرة للجدل، والتي تقول بأن شلل الأطفال يمكن أن ينتقل عن طريق الاتصال الجسدي. وحصل على أدلة توضيحية بشكل رئيسي من الوباء السويدي الكبير عام 1905 بإجمالي 1031 حالة مسجلة. وباستخدام مثال قرية تراستينا الصغيرة في توريبودا اليوم، تمكن من إظهار أن الأشخاص الذين تعرضوا لأسطح تلامس كبيرة أصيبوا بشلل الأطفال بسهولة أكبر. وفي غضون ستة أسابيع فقط أصيب 49 طفلًا بالمرض. في البداية لاحظ انتشار المرض على طول الشوارع وخطوط السكك الحديدية. بعد أسابيع من التجارب الميدانية، نجح ويكمان في إثبات حقيقة أن المدرسة المحلية لعبت دورًا بارزًا في انتشار المرض الذي أطلق عليه منذ ذلك الحين اسم مرض هاينه ميدين.
نشر ويكمان معظم مقالاته وكتبه باللغة الألمانية وسرعان ما تُرجم معظمها إلى اللغة الإنجليزية. وتوصل إلى استنتاج مفاده أن مرض شلل الأطفال شديد العدوى. واقترح أخذ ما يسمى بالحالات غير المشلولة على محمل الجد مثل الحالات الخطيرة المصابة بالشلل؛ وذلك بسبب دورها الكبير في انتشار المرض. افترض أن العامل الممرض يمكن أن ينتقل عن طريق الأشخاص الأصحاء، وكان أول من اكتشف أن شلل الأطفال مرض لا يصيب بشكل حصري الجهاز العصبي المركزي. وبناءً على ملاحظاته توصل إلى استنتاج مفاده أن فترة حضانة مرض شلل الأطفال تتراوح من ثلاثة إلى أربعة أيام، وهو الأمر الذي كان موضع خلاف منذ فترة طويلة ولكن أُثبت ذلك في منتصف القرن العشرين.
عندما أُعلن كارل لاندشتاينر وإروين بوبر في فيينا عام 1908 عن اكتشاف فيروس شلل الأطفال، لم يتخل ويكمان عن عمله كباحث سريري وطبيب أطفال. ولم ينضم إلى الفريق السويدي لعلماء الفيروسات السريريين. بالنسبة له وللنتائج التي توصل إليها، لم يكن هناك فرق كبير، سواء كان عامل شلل الأطفال فيروسًا أو بكتيريا.